# Gaius Cilnius Maecenas
Gaius Cilnius Maecenas (70 v.Chr. - 8 v.Chr.) was een beroemde Romeinse staatsman en kunstbeschermer van Etruskische afkomst. Hij diende onder keizer Augustus als zijn vervanger bij diens buitenlandse reizen en als een soort minister van Binnenlandse Zaken. Reeds in de oudheid kreeg zijn naam de betekenis van "beschermer en sponsor van de kunst".

## Leven
Maecenas werd waarschijnlijk geboren tussen 74 en 64 v.Chr.. Hij stamde uit een oud en rijk Etruskisch koningsgeslacht, de Cilnii uit Arezzo, dat al verscheidene generaties te Rome verbleef. Van in zijn jonge jaren bezat hij het talent om zijn persoonlijke zaken aan het politieke bedrijf te koppelen. Als een wonderbare mengeling van koopman, diplomaat, raadsman en levenskunstenaar daagde hij overal op waar er na afloop van een militair conflict moeilijke onderhandelingen werden verwacht. Hij huldigde het principe dat men soms vrijgevig moet zijn om later des te meer te kunnen ontvangen. Zo wist hij zich door zijn verbluffende diplomatieke talenten op te werken tot raadsman en boezemvriend van Octavianus, de latere keizer Augustus.

## Beschermer van de kunst
Maar reeds daarvóór had de steenrijke Maecenas zich een riante villa met park laten bouwen op de Esquilinus, een van de zeven heuvels van Rome. Vanaf 37 v.Chr. bracht hij er regelmatig de grootste dichters van zijn tijd bijeen: Vergilius, Propertius en Horatius behoorden tot zijn literaire kring, de laatste werd zelfs zijn boezemvriend.
Maecenas inspireerde deze poëten tot het propageren van Augustus' cultuurpolitiek. Een deel van zijn groot vermogen besteedde hij aan een landgoed voor de dichter Horatius. Ook Vergilius en andere dichters stonden onder zijn geestelijke en financiële hoede. Vergilius, Horatius en Propertius hebben een aanzienlijk deel van hun werken aan Maecenas opgedragen: door hen verwierf deze eerste sponsor van de kunsten eeuwige roem. De dichter Martialis schreef: "Waar een Maecenas is, komt er ook wel een Vergilius...".

## Levenskunstenaar
Maar Maecenas stond ook bekend om de overdadige feestelijkheden die hij daar organiseerde. Hij liep graag rond in exotische kleren en getooid met juwelen, een gewoonte waarover Augustus weleens grapjes maakte. Biografen beweren dat hij zowel voor de charmes van knappe vrouwen als van mooie jongens bezweek. Een van zijn levenswijsheden - waarschijnlijk gebaseerd op ervaring - was dat vriendschap belangrijker is dan liefde. Ook op culinair vlak had hij zo zijn voorkeuren: muilezelgebraad was zijn lievelingsgerecht, en hij liet graag het dessert vóór de hoofdmaaltijd serveren. Op zijn Esquilijnse landgoed had hij ook zijn eigen wijngaard, en lang nadien laat Plinius weten dat Maecenas' wijn een bijzondere delicatesse was.

## Schrijver
Maecenas was ook zelf literair actief als dichter en schrijver van onder meer Prometheus en De culto suo (Mijn levensstijl). Maar er bleef weinig van zijn werk bewaard: kenners beweren dat het bol staat van neologismen, rare woorden en gezochte wendingen. Ook dat ontlokte weleens een grapje bij de keizer. Seneca leverde enkele fragmenten over.
Oud en ziek geworden smeekte hij de goden in een satirisch gedicht om hem desnoods een bochel te bezorgen of zijn tanden uit te hollen, als ze hem maar in leven lieten. Blijkbaar bleven zij doof voor de bede, want Maecenas overleed in het voorjaar van 8 v.Chr.

## Overlijden
Ondanks de spanningen die er tussen hem en Augustus waren gerezen, stelde hij de keizer in als zijn enige erfgenaam: deze verwierf op die manier grondbezit in Italië en Egypte, een rijke schatkamer, juwelen, en de uitgebreidste garderobe van Rome. Maecenas' vriend Horatius overleed nauwelijks een paar maanden later: ze werden naast elkaar begraven op de Esquilijn.

## Vernoemd
Mecenas is sedert de renaissance in verschillende moderne talen een eponiem voor een beschermer van kunstenaars of geleerden, iemand die ze ondersteunt zodat ze hun scheppend werk of wetenschappelijk onderzoek zonder financiële zorgen kunnen voortzetten.